# Cepheus Park Randers
Der Cepheus Park Randers ist ein Fußballstadion in der dänischen Hafenstadt Randers. Randers liegt in der Region Midtjylland in Jütland. Die Spielstätte ist die Heimspielstätte des Fußballvereins Randers FC und bietet nach dem Umbau 2013 insgesamt 10.300 Zuschauern Platz, davon 9000 auf Sitzplätzen.

## Geschichte
Im Jahr 1961 unter dem Namen Randers Stadion eröffnet, wurden 2006 drei der vier Tribünen komplett umgebaut. Nur auf dem Rang der Gästefans blieben unüberdachte Stehplätze. 2013 wurde auch der Nordrang umgebaut und mit Sitzplätzen und Dach versehen. Der Namenssponsor wurde die Investmentgesellschaft Essex. Der Architekt des Baus war C. F. Møller. Die drei neuen Tribünen sind überdacht und mit V.I.P.-Logen ausgestattet. Im Sommer 2006 bekam das Stadion eine Rasenheizung und eine Bewässerungsanlage. Auf die Nord-Tribüne installierte man im Oktober 2007 eine 37 m² große Videowand.
Am 6. Juni 2007 trat die US-amerikanische Rock-Band Aerosmith vor etwa 23.000 Fans im Stadion auf. Im Sommer 2009 traf der Randers FC in der 3. Qualifikationsrunde der UEFA Europa League auf den Hamburger SV. Nach einem 4:0-Auswärtssieg des HSV gewann der Randers FC das Rückspiel in Hamburg mit 1:0.
2011 lief der Sponsorenvertrag mit der Investmentgesellschaft Essex aus. Am 18. April des Jahres gab der Verein Randers FC den neuen Namen bekannt. Das Stadion wird bis zum Sommer 2015 den Namen AutoC Park Randers, nach einem lokalen Autohändler, tragen.
Im September 2015 erhielt das Stadion den neuen Sponsorennamen BioNutria Park Randers nach dem Unternehmen BioNutria Danmark. Der Vertrag lief bis zum 31. Oktober 2018. Nach Ablauf des Vertrages wurde im Oktober 2018 mit der in Randers ansässigen privaten Wohnungsgesellschaft Cepheus Ejendomme wiederum mit einer dreijährigen Laufzeit ein neuer Namenssponsor gefunden.

## Tribünen
- Sparekassen Kronjylland-Tribüne (Ost): 2697 Sitzplätze
- Marcus-Tribüne (Süd): 1011 Sitzplätze; 2886 Stehplätze
- Energi Randers-Tribüne (West): 2407 Sitzplätze mit V.I.P.-Lounge und Logen
- Nord-Tribüne: mit Sitzplätzen für die Gästefans